# Villaveza del Agua
Villaveza del Agua is een gemeente in de Spaanse provincie Zamora in de regio Castilië en León met een oppervlakte van 26,32 km². Villaveza del Agua telt 209 inwoners (1 januari 2016).

## Demografische ontwikkeling
Bron: INE, 1857-2011: volkstellingen